# Stichting Omroep Zaanstreek
De Stichting-Radio-Televisie-Internet Zaanstreek is de lokale omroep van de gemeenten Zaanstad en Wormerland. De omroep is opgericht in 1983 onder de naam Stichting Omroep Zaanstad.

## Zaanradio
De omroep maakt sinds 1987 radio-programma's. Oorspronkelijk gebeurde dit onder de naam SOZ Radio, maar sinds 11 december 1993 onder de naam Zaanradio. De omroep is in stereo te beluisteren via de 107.1 FM in de ether, via kabelfrequenties 103.3 FM in Zaanstad en 89.0 FM in Wormerland en via internet.

## ZaanTV
In 1993 heeft de stichting geprobeerd te starten met reguliere tv-uitzendingen. In verband met de hoge kosten werd na de eerste proefuitzending besloten de poging te staken. In 1995 deed de stichting een nieuwe poging onder de naam ZaanTV. Na een korte serie uitzendingen op AT5 bleek opnieuw dat tv niet haalbaar was. In september 2016 zijn ze opnieuw begonnen met televisie-uitzendingen.

## Prijzen
De stichting heeft enkele RTV Awards ontvangen van de OLON (Organisatie Lokale Omroepen Nederland).
- 1996 - Beste website
- 1999 - Beste lokale omroep